# K Desktop Environment 3
K Desktop Environment 3 (также известная как KDE 3) — это третья серия выпусков K Desktop Environment. В этой серии есть шесть основных выпусков. После выпуска KDE4 было создано ответвление (fork) KDE 3.5 - TDE (Trinity Desktop Environment).

## K Desktop Environment 3.0
В K Desktop Environment 3.0 появилась улучшенная поддержка ограниченного использования, функция, требуемая определёнными средами, такими как киоски, интернет-кафе и развертывание на предприятиях, что не позволяет пользователю получить полный доступ ко всем возможностям программного обеспечения.
Чтобы удовлетворить эти потребности, KDE 3.0 включил новую инфраструктуру блокировки, в основном основанную на разрешениях систему для изменения параметров конфигурации приложений, которая дополняет стандартную систему разрешений UNIX.
Панель KDE и диспетчер рабочего стола были изменены для использования этой системы, но другим основным компонентам настольного компьютера, таким как Konqueror и Control Center, пришлось ждать последующих выпусков.
K Desktop Environment 3.0 дебютировала в новой среде печати KDEPrint. Модульная конструкция KDEPrint позволила поддерживать различные печатающие устройства, такие как CUPS, LPRng и LDP/LPR. В сочетании с CUPS, KDEPrint смогла управлять сложной сетевой системой печати предприятия. Поскольку KDEPrint предоставляет интерфейс командной строки, его инфраструктура, включая её элементы конфигурации GUI, доступна для приложений, отличных от KDE, таких как OpenOffice.org, Mozilla Application Suite и Acrobat Reader.
В этом выпуске также появилась новая библиотека адресной книги KDE, которая предоставляет центральную адресную книгу для всех приложений KDE. Новая библиотека основана на стандарте vCard и предусматривает продление дополнительных бэкэндов, таких как LDAP и серверы баз данных.

## K Desktop Environment 3.1
В K Desktop Environment 3.1 были представлены новый интерфейс оконного менеджера по умолчанию (Keramik) и значок (Crystal), а также несколько улучшений функций.
Обновление включало в себя значительно улучшенную интеграцию LDAP по всему Kontact, повышенную безопасность для KMail (поддержка S/MIME, PGP/MIME и X.509v3) и совместимость с Microsoft Exchange 2000 для KOrganizer. Рамка блокировки рабочего стола, представленная в версии 3.0, была расширена. Другие улучшения включали просмотр вкладок в Konqueror, новый менеджер загрузки KGet, новый плагин для мультимедийных плееров, основанный на Xine, и инфраструктуру совместного использования рабочего стола.

## K Desktop Environment 3.2
В K Desktop Environment 3.2 были включены новые функции, такие как встроенная проверка орфографии для веб-форм и электронных писем, улучшенная поддержка электронной почты и календаря, вкладки в Konqueror и поддержка протокола совместного использования рабочего стола Microsoft Windows (RDP). Производительность и соответствие стандартам Freedesktop.org были улучшены за счет более низкого времени запуска приложений и повышения совместимости с другим программным обеспечением Linux и UNIX. После того, как сообщество KDE работало совместно с командой веб-браузера Safari от Apple, веб-поддержка KDE показала повышение производительности и повышенное соответствие веб-стандартам.
K Desktop Environment 3.2 улучшает удобство использования, перерабатывая многие приложения, диалоги и панели управления, чтобы сосредоточиться на ясности и полезности, а также уменьшило беспорядок во многих меню и панелях инструментов. Сотни новых значков были созданы для улучшения согласованности среды, а также изменения визуального стиля по умолчанию, включая новые экраны заставки, анимированные индикаторы хода и стилизованные панели. Стиль Plastik дебютировал в этом выпуске.
Новые приложения:
- JuK, музыкальный плеер в стиле музыкального автомата.
- Kopete, мгновенный мессенджер с поддержкой AOL Instant Messenger, MSN, Yahoo Messenger, ICQ, Gadu-Gadu, Jabber, IRC, SMS и WinPopup.
- KWallet, менеджер данных паролей и веб-форм.
- Kontact — унифицированный интерфейс, который объединяет электронную почту KDE, календарь, адресную книгу, заметки и другие функции PIM.
- KGpg, интерфейс KDE для стандартных средств шифрования.
- KIG — интерактивная геометрия.
- KSVG, средство просмотра SVG.
- KMag, KMouseTool и KMouth — новые инструменты доступности для людей с ограниченными возможностями.
- KGoldRunner, новая игра.

## K Desktop Environment 3.3
K Desktop Environment 3.3 сосредоточена на интеграции различных компонентов настольных компьютеров. Kontact был интегрирован с Kolab, групповым программным обеспечением и Kpilot. Konqueror получила лучшую поддержку контактов мгновенного обмена сообщениями, с возможностью отправки файлов в чат-контакты и поддержки протоколов IM (например, IRC). KMail получила возможность отображать онлайн-контакты чата. Juk получил поддержку для записи аудиодисков с K3b.
Это обновление также включало множество небольших улучшений рабочего стола. Konqueror получил улучшения вкладок, боковую панель просмотра RSS-каналов и панель поиска, совместимую со всеми поисками ключевых слов. KMail получил HTML-композицию — состав, антиспамовые и антивирусные мастера, автоматическую обработку списков рассылки, улучшенную поддержку криптографии и панель быстрого поиска. Kopete получил поддержку передачи файлов с Jabber, получил поддержку jackd, KWin получил новые кнопки для поддержки большего количества функций, таких как «всегда сверху».
Новые приложения:
- Kolourpaint, замена KPaint.
- KWordQuiz, KLatin и KTurtle, образовательные пакеты для школ и семей.
- Kimagemapeditor и klinkstatus, инструменты для веб-дизайнеров.
- KSpell2, новая библиотека проверки орфографии, улучшающая недостатки KSpell.
- KThemeManager, новый модуль центра управления для глобальной обработки визуальных тем KDE.

## K Desktop Environment 3.4
K Desktop Environment 3.4 сосредоточена на улучшении доступности. Обновление добавило систему преобразования текста в речь с поддержкой Konqueror, Kate, KPDF, автономного приложения KSayIt и синтеза текста в речь на рабочем столе. Добавлен новый высококонтрастный стиль и полный монохромный набор значков, а также эффект значка для рисования всех значков KDE любыми двумя произвольными цветами (иконки сторонних приложений будут преобразованы в высококонтрастные монохромные цветовые схемы).
Kontact получил поддержку для различных серверов групповой работы, а Kopete был интегрирован в Kontact. KMail получил возможность безопасного хранения паролей в KWallet. KPDF получила возможность выбирать и копировать и вставлять текст и изображения из файлов PDF вместе со многими другими улучшениями. В обновлении добавлено новое приложение Akregator, которое обеспечивает возможность читать новости с разных сайтов с поддержкой RSS в одном приложении.
Обновление добавило поддержку D-Bus/HAL, чтобы динамические значки устройств сохранялись в синхронизации с состоянием всех устройств. Kicker получил улучшенную визуальную эстетику, и система мусора была переработана, чтобы быть более гибкой. Новая среда рабочего стола позволяет использовать SVG в качестве обоев. KHTML была улучшена поддержка стандартов, почти полная поддержка CSS 2.1 и CSS 3. Кроме того, плагины KHTML разрешались активироваться в каждом конкретном случае. Были также усовершенствованы способы обработки подключаемых модулей Netscape.

## K Desktop Environment 3.5
В выпуске K Desktop Environment 3.5 добавлен SuperKaramba, который обеспечивает интегрированные и простые в установке виджеты на рабочем столе. Konqueror получил функцию рекламного блока и стал вторым веб-браузером, который прошел тест Acid2 CSS, опередив Mozilla Firefox и Internet Explorer. Kopete получила поддержку веб-камеры для MSN и Yahoo IM протоколов. Модуль edutainment включал три новых приложения: KGeography, Kanagram и blinKen. Kalzium также видел улучшения. Поддерживается разработчиками openSUSE. После выпуска KDE 4, KDE 3.5 был создан форк рабочей среды — Trinity Desktop Environment.

## Релизы
| Версия | Дата                  |
| 3.0x   | 3.0x                  |
| ------ | --------------------- |
| 3.0    | 3 апреля 2002 года    |
| 3.0.1  | 22 мая 2002 года      |
| 3.0.2  | 2 июля 2002 года      |
| 3.0.3  | 19 августа 2002 года  |
| 3.0.4  | 9 октября 2002 года   |
| 3.0.5  | 18 ноября 2002 года   |
| 3.0.5a | 21 декабря 2002 года  |
| 3.0.5b | 9 апреля 2003 года    |
| 3.1.x  |                       |
| 3.1    | 28 января 2003 года   |
| 3.1.1  | 20 марта 2003 года    |
| 3.1.1a | 9 апреля 2003 года    |
| 3.1.2  | 19 мая 2003 года      |
| 3.1.3  | 29 июля 2003 года     |
| 3.1.3a | 20 августа 2003 года  |
| 3.1.4  | 16 сентября 2003 года |
| 3.1.5  | 14 января 2004 года   |
| 3.2.x  |                       |
| 3.2    | 3 февраля 2004 года   |
| 3.2.1  | 9 марта 2004 года     |
| 3.2.2  | 19 апреля 2004 года   |
| 3.2.3  | 9 июня 2004 года      |
| 3.3.x  |                       |
| 3.3    | 19 августа 2004 года  |
| 3.3.1  | 12 октября 2004 года  |
| 3.3.2  | 8 декабря 2004 года   |
| 3.4.x  |                       |
| 3.4    | 16 марта 2005 года    |
| 3.4.1  | 31 мая 2005 года      |
| 3.4.2  | 28 июля 2005 года     |
| 3.4.3  | 13 октября 2005 года  |
| 3.5.x  |                       |
| 3.5    | 29 ноября 2005 года   |
| 3.5.1  | 31 января 2006 года   |
| 3.5.2  | 28 марта 2006 года    |
| 3.5.3  | 31 мая 2006 года      |
| 3.5.4  | 2 августа 2006 года   |
| 3.5.5  | 11 октября 2006 года  |
| 3.5.6  | 25 января 2007 года   |
| 3.5.7  | 22 мая 2007 года      |
| 3.5.8  | 16 октября 2007 года  |
| 3.5.9  | 19 февраля 2008 года  |
| 3.5.10 | 26 августа 2008 года  |